# Aechmea gurkeniana
Espèce
Classification phylogénétique
Aechmea gurkeniana est une espèce de plantes de la famille des Bromeliaceae, endémique de la forêt atlantique (mata atlântica en portugais) au Brésil.

## Distribution
L'espèce est endémique de l'État de Bahia au Brésil.

## Description
L'espèce est épiphyte.